# 莫琳·康諾利
莫琳·康諾利（英語：Maureen Connolly，1934年9月17日—1969年6月21日），美國女子網球運動員，在1950年代初曾獲得9項大滿貫單打冠軍。1953年，莫琳·康諾利成為第一個在同一個年度中贏得四場大滿貫冠軍的女子選手。1954年7月，一場騎馬事故嚴重傷害莫琳·康諾利右腿，她在19歲時結束網球生涯。

## 騎馬意外
在莫琳·康諾利贏得了第三次溫網冠軍頭銜兩週後，1954年7月20日她在聖地亞哥騎馬。因為一輛混凝土攪拌機嚇壞了她的馬，導致她從馬上摔落，右腓骨遭受了複合骨裂，最終導致網球職業生涯。她原本打算在1954年的美國全國冠軍之後轉為專業運動員。1955年2月，她宣布與諾曼·布林克（Norman Brinker）結婚時，正式從網球退休。

## 去世
1966年，康諾利被診斷出患有卵巢癌。1969年6月4日，她在達拉斯貝勒醫院進行了第三次手術，6月21日去世。